# 岱鐠科技有限公司
岱鐠科技股份有限公司（英語：DediProg Technology Co., Ltd.，經常簡稱為DediProg、岱鐠或岱鐠科技）成立於2005年，總部位於台北內湖，在上海、美國等國擁有分公司。岱鐠科技早期以掌上型工程型燒錄機（Engineering IC Programmer）起家，而後隨著營運規模擴展，公司業務提供自動化燒錄設備（Automated IC Programming System）以及晶片代工燒錄服務（IC Programming Service），並為半導體客戶客製化設計晶片測試座（IC Test Socket）。

## 歷史
公司成立於 2005 年，總部位於台北,台灣，在亞洲和美國設有跨國辦事處。
DediProg 由 曹忠勇 於 2005 年創立，主要生產 IC 設備編程器和 IC 測試座。2010 年，該公司從製造手持式燒錄器進一步發展為設計及製造自動化晶片燒錄系統。
- 2005年 岱鐠科技於台北成立
- 2010年 上海分公司（又名：得镨电子科技（上海）有限公司）成立
- 2016年 美國分公司成立
- 2017年 韓國分公司成立
- 2022年 越南分公司成立

## 產品與服務
DediProg 的產品和服務集中在三個領域—晶片燒錄設備、晶片測試座和代客燒錄晶片服務。

### 產品
DediProg 成立初始以製造手持式工程晶片燒錄器起家，而後透過設計和製造自動化 IC 燒錄系統和定制 IC 測試座擴展產品線。

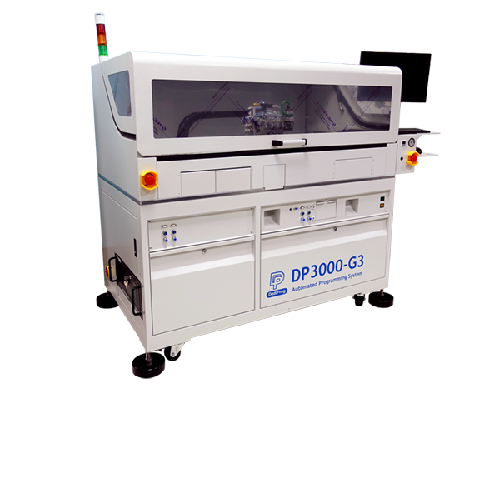
自動化晶片燒錄設備
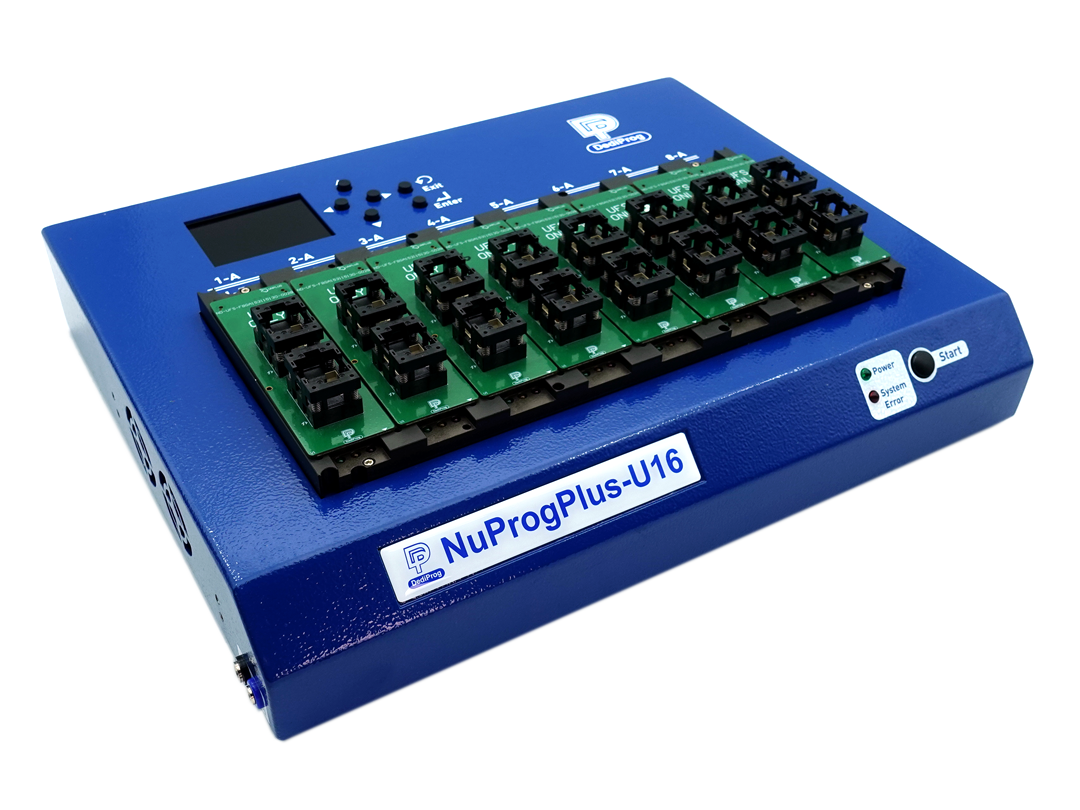
手動量產型晶片燒錄器
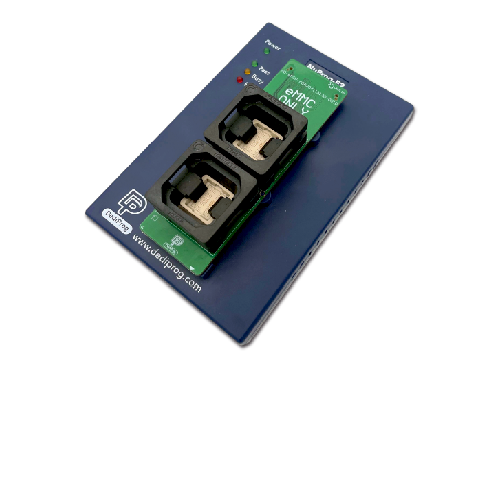
工程型晶片燒錄器
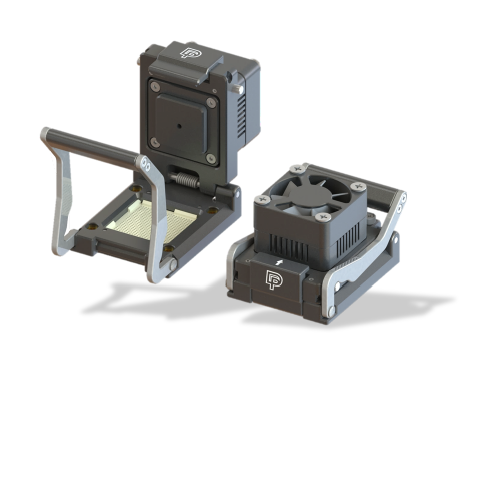
晶片測試座

### 服務
DediProg 從客戶處接收 IC 並將其進行燒錄、標記、測試和重新包裝。

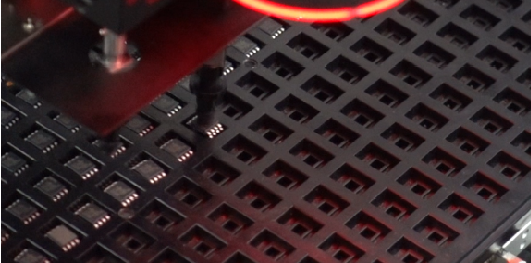
IC Programming Service

## 外部連結
- 岱鐠科技官方網站 （页面存档备份，存于）